# Jogulamba Gadwal (Distrikt)
Der Distrikt Jogulamba Gadwal (Telugu జోగులాంబ గద్వాల జిల్లా, Urdu جوگولمبا گڑوال ضلع) ist ein Verwaltungsdistrikt im südindischen Bundesstaat Telangana. Verwaltungssitz ist die Stadt Gadwal.

## Geographie
Der Distrikt liegt im Südwesten Telanganas an der Grenze zu den Bundesstaaten Karnataka und Andhra Pradesh (Seemandhra). Durch den Distrikt fließt der Tungabhadra, ein Zufluss des Krishna. Nach der Statistik 2017 waren nur 0,23 % der Distriktfläche (6,79 ha) von Wald bedeckt. Die angrenzenden Distrikte sind Wanaparthy im Osten und Nordosten, sowie in einem sehr kleinen Abschnitt  Narayanpet im Norden.

## Geschichte

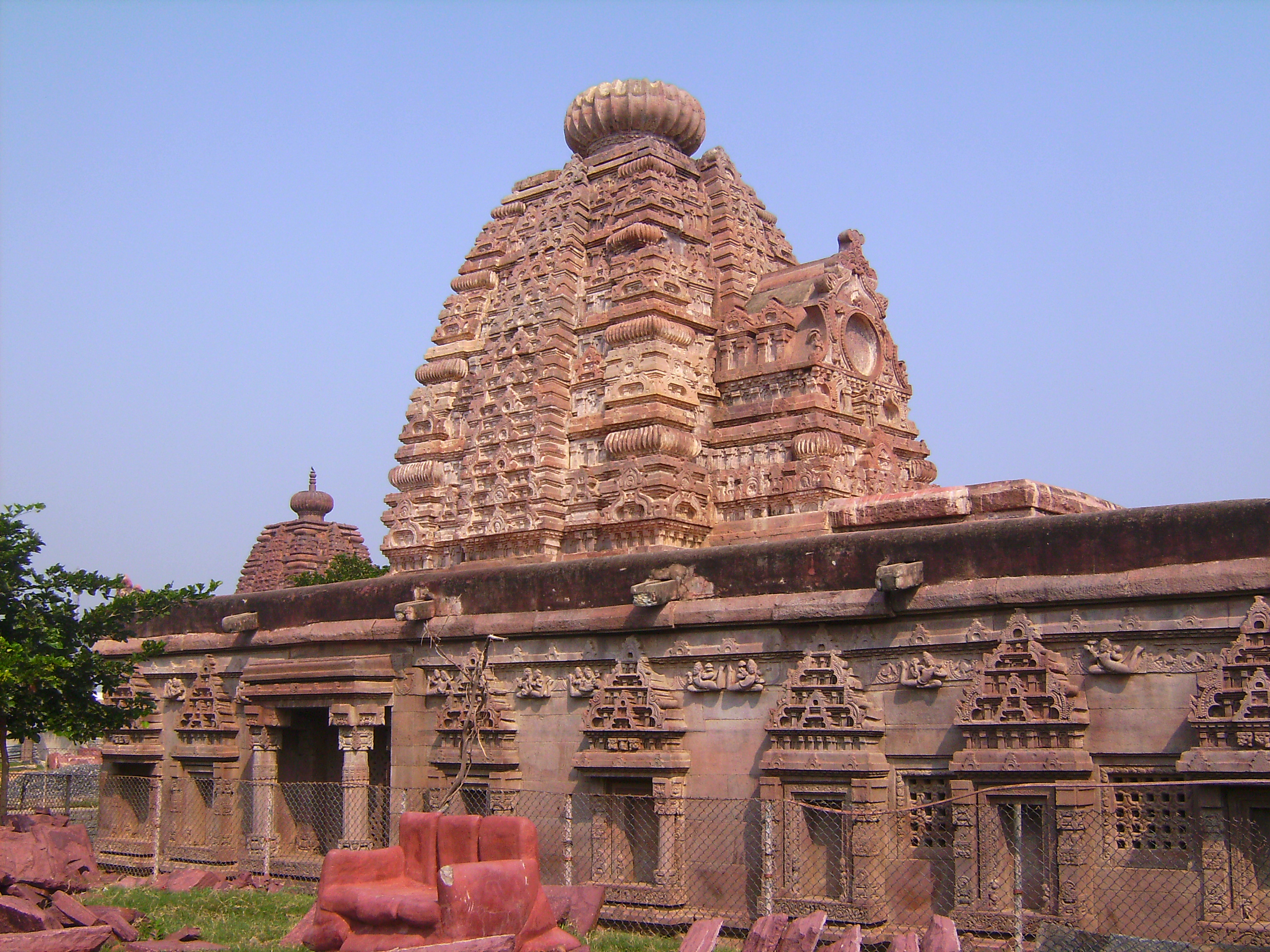
Navabrahma-Tempel in Alampur

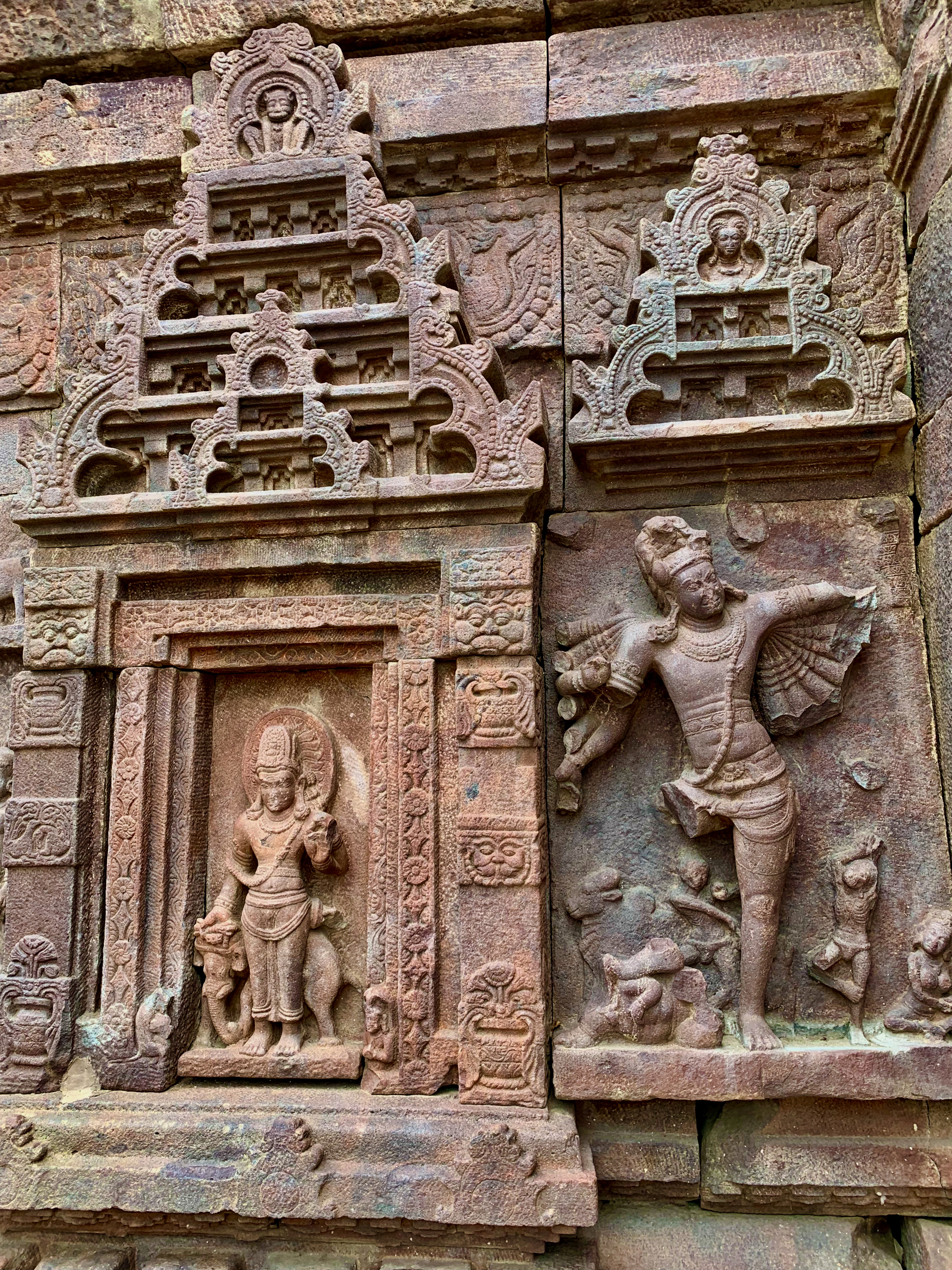
Tempelreliefs

Seit dem Jahr 1726 gehörte das Gebiet Telanganas zum neu entstandenen Staat Hyderabad, der 1948 in das unabhängig gewordene Indien integriert wurde. 1956 kam Telangana zum Bundesstaat Andhra Pradesh, bis es 2014 ein eigener Bundesstaat wurde. Am 11. Oktober 2016 erfolgte eine neue Distrikteinteilung, wobei 21 neue Distrikte, darunter auch Jogulamba Gadwal eingerichtet wurden. Zuvor war Jogulamba Gadwal Teil des Distrikts Mahbubnagar. Der Name des neuen Distrikts lautete ursprünglich einfach Jogulamba. Am 22. Oktober 2016 wurde der Name der Distrikthauptstadt Gadwal als Suffix hinzugefügt.

## Demografie
Bei der Volkszählung 2011 hatte der spätere Distrikt 609.990 Einwohner. Die Bevölkerungsdichte lag mit 237 Einwohnern pro km² unter dem Durchschnitt Telanganas (312 Einwohner/km²) und der Urbanisierungsgrad war mit 10,36 % gering (Durchschnitt Telanganas: 38,88 %). Das Geschlechterverhältnis wies mit 309.274 Männern auf 300.716 Frauen einen Männerüberschuss auf. Die Alphabetisierungsrate lag mit 49,87 % (Männer 60,05 %, Frauen 39,48 %) sehr deutlich unter dem Mittelwert Telanganas (66,54 %) und unter dem Durchschnitt Indiens (74,04 %). Dies waren die niedrigsten Werte unter allen damals 31 Distrikten Telanganas. 19,78 % der Bevölkerung (120.639) gehörten zu den Scheduled Castes und 1,54 % (9.376) zu den Scheduled Tribes.

## Wirtschaft
Die Landwirtschaft bildet weiterhin die wirtschaftliche Basis für die Mehrheit der Bevölkerung. Nach dem Zensus 2011 waren von 328.086 erwerbstätigen Personen 268.507 (81,8 %) im Agrarsektor tätig. Dabei dominierten Klein- und Kleinstbetriebe, bzw. Subsistenzwirtschaft. Von den 142.365 Landbesitzern im Jahr 2021 besaßen 76.414 nur maximal einen Hektar Land. Nach der Agrarstatistik 2016 wurden 259.812 ha für den Ackerbau genutzt (effektive Nutzfläche unter Berücksichtigung der Mehrfachnutzung 297.246 ha), davon 105.817 ha (41 %; effektiv 141.042 ha, 47,4 %) im Bewässerungsfeldbau. Vorrangig angebaut wurden Reis (62.601 ha), Baumwolle (53.146 ha), Erdnüsse (37.872 ha), Mais (36.665 ha), Gartenbauprodukte (21.359 ha), Kichererbsen (Bengal gram, 20.335 ha), Straucherbsen (red gram, 19.306 ha), u. a. m.
Etwa 15 km von der Distrikthauptstadt entfernt befindet sich am Fluss Krishna der 1995 fertiggestellte Jurala-Damm. Der Tungabhadra wird durch den Rajoli-Damm gestaut, allerdings besteht hier seit längerem das Problem des chronischen Wassermangels aufgrund der extensiven Wassernutzung stromaufwärts.

## Besonderheiten
Nahe der Stadt Alampur, beim Zusammenfluss von Tungabhadra und Krishna, befinden sich neun Tempel aus der Zeit der Chalukya-Dynastie (7. bis 9. Jahrhundert). Diese Tempel sind auch als Navabrahma-Tempel bekannt. In ihnen wird vorwiegend Shiva verehrt.